# Staten Island királya
A Staten Island királya (eredeti cím: The King of Staten Island) 2020-ban bemutatott amerikai vígjáték–dráma film, melyet Judd Apatow rendezett.
A forgatókönyvet Judd Apatow, Pete Davidson és Dave Sirus írták. A producerei Judd Apatow és Barry Mendel. A főszerepekben Pete Davidson, Marisa Tomei, Bill Burr, Bel Powley, Maude Apatow és Steve Buscemi látható. A film zeneszerzője Michael Andrews, gyártója az Apatow Productions és a Perfect World Pictures, forgalmazója az Universal Pictures.
Az Amerikai Egyesült Államokban 2020. június 12-én jelent meg Video on Demand platformon keresztül, Magyarországon 2020. augusztus 6-án mutatta be a UIP-Dunafilm.

## Cselekmény
Scott Carlin 24 éves, anyjával Margie-val és hugával Claire-vel él. Apját 7 évesen elvesztette, mely életre szóló traumát okozott nála. Scott rendszeresen dohányzik és drogozik. Napjait a barátaival és szerelmével Kelsey-vel tölti. Tetováló művésznek készül és a barátain gyakorol kisebb-nagyobb sikerrel.

## Szereplők
| Szereplő | Színész              | Magyar hang          |
| --- | -------------------- | -------------------- |
| Scott Carlin | Pete Davidson        | Jéger Zsombor        |
| Margie Carlin | Marisa Tomei         | Bánfalvi Eszter      |
| Ray Bishop | Bill Burr            | Kardos Róbert        |
| Kelsey | Bel Powley           | Mentes Júlia         |
| Claire Carlin | Maude Apatow         | Schmidt Sára         |
| Papa | Steve Buscemi        | Végh Péter           |
| Gina Cliff | Pamela Adlon         | Takács Nóra Diána    |
| Savage | Jimmy Tatro          | Maróti Attila        |
| Oscar | Ricky Velez          | Kenéz Ágoston        |
| Joe | Kevin Corrigan       | Harmath Imre         |
| Lockwood | Domenick Lombardozzi | Bognár Tamás         |
| Thompson | Mike Vecchione       | Hannus Zoltán        |
| Igor | Moisés Arias         | Márkus Sándor        |
| Tara | Carly Aquilino       | Hartai Petra         |
| Richie | Lou Wilson           | Rohonyi Barnabás     |
| Zoots | Derek Gaines         | Ódor Kristóf         |
| Joanne | Pauline Chalamet     | Lovas Emília         |
| Rivera | Mario Polit          | Szikszai Rémusz      |
| Harold | Luke David Blumm     | Gáll Dávid           |
| Jimmy Bag öccse | Robert Vidal III     | Kretz Boldizsár      |
| Hányó fiú | Angus Costello       | Kelemen Noel         |
| Joy | Lynne Koplitz        | Bognár Gyöngyvér     |
| Todd | Joseph Paul Kennedy  | Nagy Gereben         |
| Joanne anyja | Nina Hellman         | Urbanovits Krisztina |
| Nővér | Marilyn Torres       | Urbanovits Krisztina |
| Joanne apja | Jack Hamblin         | Fehér Péter          |
| Nagyapa | Stephen Davidson     | Barbinek Péter       |
| Biztonsági őr | Keith Robinson       | Papucsek Vilmos      |
| Pincérnő | Liza Treyger         | Sipos Vera           |
| Étteremben rendelő férj | Rich Vos             | Törköly Levente      |
| Morales | Rafael Poueriet      | Törköly Levente      |
| Étteremben rendelő feleség | Bonnie McFarlane     | Czifra Krisztina     |
| Jaylen Patterson | Giselle King         | Varga Lili           |
| Óvónő | Nana Mensah          | Varga Lili           |
| Palazzo | John Sorrentino      | Király Attila        |
| Kelly | Alexis Rae Forlenza  | Fábián Maya          |
| Vendég a tetoválószalonban | Kill                 | Sarádi Zsolt         |
| Patikus | Robert Smigel        | Fehérváry Márton     |
| Gardner | Hank Strong          | Galambos Péter       |
| Meglőtt vagy megszúrt áldozat | Action Bronson       | Király Dániel        |
| Szenvedő páciens | Teodorina Bello      | Réti Szilvia         |
| További magyar hangok |                      |                      |
| Baráth István, Domokos Zsolt, Elek Kíra, Fülöp Tamás, Gombó Viola, Hrisztov Toma, Kapácsy Miklós, Kis-Kovács Luca, Kiss Anna Laura, Lipcsey-Colini Borbála, Lovas Dániel, Péter-Polla Borbála, Váradi Gergely, Winkler Tamás Ábel |                      |                      |

## Gyártás
2019. január 29-én bejelentették, hogy a Universal Pictures új filmet készít, amelyet Judto Apatow rendez és Pete Davidson lesz a főszereplő. A filmet Apatow, Davidson és Dave Sirus írta. A történet részben Davidson életén alapszik, és megmutatja, hogy milyen élete lett volna, ha nem lett volna komikus.
2019 áprilisában Bel Powley, Bill Burr és Marisa Tomei-csatlakozott a produkcióhoz. Maude Apatow és Pamela Adlon májusban csatlakoztak. 2019 júniusában Colson Baker, Jimmy Tatro, Ricky Velez, Steve Buscemi, Kevin Corrigan, Domenick Lombardozzi, Mike Vecchione, Moisés Arias, Lou Wilson és Derek Gaines csatlakoztak a film szereplőihez.
A forgatás 2019. június 3-án kezdődött Staten Islandon.

## Bemutatás
A Staten Island királya világpremierje a South by Southwest rendezvényen lett volna 2020. március 13-án, azonban a fesztivált a koronavírus-járvány miatt töröltek. A filmet a 2020. április 20-án a Tribeca Film Fesztiválon akarták újra bemutani, amelyet szintén töröltek. Moziban 2020. június 19-én mutatták volna be, ehelyett a filmet digitálisan a Premium VOD-on mutatták be 2020. június 12-én.